# 성광고등학교
성광고등학교(聖光高等學校)는 대한민국 대구광역시 북구 복현동에 위치한 사립 고등학교이다.

## 학교 연혁
- 1953년 6월 26일 : 학교법인 남산교육재단 인가
- 1953년 10월 8일 : 중학교 인가(9학급)
- 1955년 5월 11일 : 고등학교 인가(6학급)
- 1956년 2월 25일 : 고등학교 제1회 졸업식 거행
- 1968년 1월 8일 : 이종진 박사 교장 취임(중.고 겸직)
- 1989년 5월 25일 : 제15대 재단이사장 이종진 박사 취임
- 1993년 9월 20일 : 복현동 신교사로 이전
- 1993년 12월 23일 : 학교법인 성광교육재단으로 명칭 변경
- 2014년 10월 25일 : 삼정관 개관
- 2020년 3월 1일 : 성광고등학교 제22대 김치년 교장 취임
- 2020년 3월 2일 : 입학식(209명 10학급)
- 2020년 12월 31일 : 제66회 졸업식(졸업생 연인원 39,384명)

## 학교 위치
- 1955년 5월 11일 ~ 1993년 9월 20일 : 북구 호암로 20 (칠성동2가)
- 1993년 9월 21일 ~ (현재) : 북구 검단로 150 (복현동)

## 참고 자료
- 성광고등학교 - 한국교육학술정보원 학교알리미